# Viking Air

Logo del fabricante Viking Air.

Viking Air Ltd. fue un fabricante de aviones, así como de piezas y sistemas de aviones, con sede en North Saanich, Columbia Británica, Canadá. La compañía produce nuevas versiones del DHC-6 Twin Otter, versiones mejoradas del DHC-2 Beaver, piezas de repuesto para aviones más antiguos de Havilland Canada y componentes para Bell Helicopter Textron.  La empresa operó como una subsidiaria de De Havilland Canada hasta que se fusionó con ella en agosto de 2024.

## Historia
La compañía fue fundada en 1970 por el fundador, el pionero de la aviación canadiense nacido en Noruega, Nils Christensen, realizando revisiones, mantenimiento y conversiones a todo tipo de aeronaves, pero especializándose en barcos voladores. En 1983, Christensen adquirió los derechos exclusivos de De Havilland Canada para fabricar repuestos y distribuir el avión DHC-2 Beaver y el avión DHC-3 Otter. Se retiró como presidente de Viking Air en 1987.

## Adquisiciones

### Adquisición de diseñosde Havilland Canada: DHC-1 a DHC-7
En mayo de 2005, la compañía compró posteriormente el negocio de piezas y servicios para todos los aviones más antiguos de Havilland Canada de Bombardier Aerospace. El 24 de febrero de 2006, Viking compró los certificados de tipo de Bombardier para todos los diseños descontinuados de Havilland Canada: DHC-1 Chipmunk, DHC-2 Beaver, DHC-3 Otter, DHC-4 Caribou, DHC-5 Buffalo, DHC- 6 Twin Otter y DHC-7 Dash 7, lo que le da a Viking Air el derecho de fabricar nuevos aviones en caso de que surja un mercado para tales... El todavía en producción DHC-8 Dash 8 no se incluiría aquí, pero se adquiriría años después.

### Reinicio de la producción de DHC
El 2 de abril de 2007, Viking anunció que, diecinueve años después de ser descontinuado, con 27 pedidos y opciones disponibles, reiniciaba la producción del Twin Otter con motores PT6A-34/35 Pratt & Whitney Canada más potentes.      El primer vuelo del demostrador técnico de la Serie 400 tuvo lugar el 1 de octubre de 2008 en el Aeropuerto Internacional de Victoria.En febrero de 2010, la primera nueva producción Twin Otter Series 400 equipada con la plataforma de vuelo digital Primus Apex IFR de Honeywell y configurada con un interior para pasajeros tomó su primer vuelo.El diseño Twin Otter de la serie DHC-6-400 tiene un mejor rendimiento, incluye más potencia, espacio y ahora puede transportar hasta 4,280 libras de carga. Viking Air también produce Beavers DHC-2 mejorados equipados con un motor turbohélice PT6A-34 Pratt & Whitney Canada llamado Turbo Beaver DHC-2T. En diciembre de 2008, Viking Air indicó su intención de volver a producir la serie DHC-5 Buffalo en Canadá en su fábrica local en North Saanich o en Calgary, Alberta. Una posible nueva producción Buffalo habría tenido turbopropulsores Pratt & Whitney Canada PW150, una cabina de cristal, visión mejorada y capacidad de gafas de visión nocturna. La compañía propuso el avión como un reemplazo para la flota de la Real Fuerza Aérea Canadiense de DHC-5A existentes, pero el avión no se incluyó en la evaluación final en 2016 que eligió el EADS CASA C-295. En septiembre de 2017, Viking Air anunció que comenzaría a hablar con clientes potenciales interesados en el avión CL-415 "SuperScooper" Waterbomber, con el potencial de que la compañía reviva la producción del avión si encuentra demanda.

### Adquisición de derechos de la propiedad intelectual de Short Brothers
En junio de 2019, Viking Air adquirió los certificados de tipo de SC7 Skyvan, SD330, SD360 y Sherpa de Short Brothers (Bombardier) en Belfast, Irlanda. Con esta adquisición, el equipo de servicio al cliente y soporte de productos de Viking Air asume la responsabilidad de estas flotas, brindando soporte, técnico y de ingeniería. Actualmente Viking Air proporciona repuestos y servicios de soporte a la flota de Short Brothers en todo el mundo.

## Lista de Certificados de tipo
- DHC-1 Chipmunk
- DHC-2 Beaver
- DHC-3 Otter
- DHC-4 Caribou
- DHC-5 Buffalo
- DHC-6 Twin Otter
- DHC-7 Dash 7
- DHC-8 Dash 8 (Bajo la empresa matriz Longview Aviation Capital)
- CL-215
- CL-215T
- CL-415
- Short Skyvan[2]
- Short 330
- Short 360
- Trident TR-1 Trigull